# Đinh Hoàng Max
Đinh Hoàng Max (tên khai sinh là Maxwell Eyerakpo; sinh ngày 14 tháng 12 năm 1986) là một cầu thủ bóng đá người Nigeria nhập quốc tịch Việt Nam chơi ở vị trí tiền vệ.
Trong sự nghiệp, Đinh Hoàng Max từng khoác áo nhiều câu lạc bộ Việt Nam như Hà Nội T&T, Ninh Bình, Hải Phòng, Đồng Tháp, Xuân Thành Sài Gòn, Hùng Vương An Giang, Than Quảng Ninh, XSKT Cần Thơ và Becamex Bình Dương và Topenland Bình Định.

## Sự nghiệp câu lạc bộ

### Vissai Ninh Bình
Đinh Hoàng Max (Maxwell) đã từng chơi cho Đồng Tháp mùa 2005-2007, T&T Hà Nội 2008, trước khi được chuyển về Câu lạc bộ bóng đá Xi măng The Vissai Ninh Bình mùa hè năm 2008.
Anh chơi xuất sắc trong màu áo V. Ninh Bình và là một trong những mảnh ghép quan trong giúp Ninh Bình thăng hạng. Mùa giải 2010 anh được Ninh Bình cho sang đội hình Hải Phòng thi đấu và lại trở về Ninh Bình vào mùa giải 2011.

### Becamex Bình Dương
Đinh Hoàng Max đến với Câu lạc bộ bóng đá Becamex Bình Dương như một sự bổ sung bất đắc dĩ, vì Bình Dương đang trong giai đoạn trẻ hóa lực lượng. Trước đó, anh từng ra bắc vào nam chơi cho các câu lạc An Giang F.C, Than Quảng Ninh F.C., XSKT Cần Thơ F.C.

## Sự nghiệp quốc tế
Với sự giúp đỡ của Chủ tịch Hoàng Mạnh Trường, đầu năm 2009 anh chính thức được làm công dân Việt Nam với cái tên Đinh Hoàng Max. Nửa năm sau ngày được vinh dự mang tên họ của vua Đinh Bộ Lĩnh, từ mảnh đất của đất cố đô Hoa Lư, Đinh Hoàng Max đã được khoác lên mình màu áo đội tuyển quốc gia. Anh có trận ra mắt đội tuyển quốc gia Việt Nam trong trận giao hữu với câu lạc bộ Olympiakos của Hy Lạp ngày 14/5/2009. Sau đó là trận giao hữu với Kuwait ngày 31/5/2009.